# Coppa del Mondo di skeleton 1989
La Coppa del Mondo di skeleton 1989 è stata la terza edizione del massimo circuito mondiale dello skeleton, manifestazione organizzata annualmente dalla Federazione Internazionale di Bob e Skeleton; è iniziata il 19 novembre 1988 a Calgary, in Canada, e si è conclusa a Winterberg, nell'allora Germania Ovest. Furono disputate tre gare, unicamente nel singolo uomini, in altrettante differenti località.
Al termine della stagione si tennero anche i campionati mondiali di Sankt Moritz 1989, in Svizzera, competizione non valida ai fini della Coppa del Mondo.
Vincitore della coppa di cristallo, trofeo conferito al vincitore del circuito, fu lo svizzero Alain Wicki, alla sua prima affermazione nel massimo circuito mondiale dopo i due secondi posti ottenuti nelle prime due edizioni del 1986/87 e del 1987/88.

## Calendario
| Località     | Data                | Uomini   |          |
| ------------ | ------------------- | -------- | -------- |
| Calgary      | 19–20 novembre 1988 | ●        |          |
| Igls         | 29 gennaio 1989     | ●        |          |
| Winterberg   | nd                  | ●        |          |
| Sankt Moritz | 4 febbraio 1989     | Mondiali | Mondiali |
| Totale       | Totale              | 3        |          |

## Risultati
| Data                | Località   | Primi classificati   | Secondi classificati                         | Terzi classificati  |
| ------------------- | ---------- | -------------------- | -------------------------------------------- | ------------------- |
| 19–20 novembre 1988 | Calgary    | Alain Wicki Svizzera | Christian Auer Austria                       | Andi Schmid Austria |
| 29 gennaio 1989     | Igls       | Alain Wicki Svizzera | Christian Auer Austria                       | Andi Schmid Austria |
| nd                  | Winterberg | Alain Wicki Svizzera | Christian Auer Austria e Andi Schmid Austria | non assegnato       |

## Classifica
| Pos. | Nome atleta        | Nazione        | CAL | IGL | WIN | Punti |
| ---- | ------------------ | -------------- | --- | --- | --- | ----- |
| 1    | Alain Wicki        | Svizzera       | 1   | 1   | 1   | 60    |
| 2    | Christian Auer     | Austria        | 2   | 2   | 2   | 57    |
| 3    | Andi Schmid        | Austria        | 3   | 3   | 2   | 55    |
| 4    | Franz Plangger     | Austria        | 4   | 4   | 5   | 50    |
| 5    | Michael Grünberger | Austria        | 7   | 5   | 4   | 47    |
| 6    | Urs Vescoli        | Svizzera       | 5   | 9   | 7   | 42    |
| 7    | Markus Kottmann    | Svizzera       | 9   | 7   | 6   | 41    |
| 8    | Fred Markl         | Germania Ovest | 8   | 6   | 9   | 40    |
| 9    | Rico Vetterli      | Svizzera       | 11  | 11  | 8   | 33    |
| 10   | Richard Baumann    | Germania Ovest | 12  | 13  | 10  | 28    |